# Revista Semanario
Semanario es una publicación argentina que circuló entre las décadas de 1980, 1990, 2000 y parte de 2010. Fue relanzada en el año 2020. Creada en 1979 por el periodista marplatense José Andrés Soto a instancias del editor Jorge Fontevecchia y que significó el primer gran éxito de la Editorial Perfil S.A.
Entre sus primeros colaboradores figuran Alberto Cormillot, Julia Prilutzky Farny, Arnaldo Rascovsky, Antonio Las Heras, Ulises Barrera, Alberto Migré, Valentín Komar, Miguel Bellizi, Emy de Molina, Jorge Carnevale, Enrique David Borthiry, Lily Süllos, Uri Geller y el cardiocirujano sudafricano, Christiaan Barnard, quien visitó la Argentina en 1980 invitado por la revista.
Fue dirigida en distintas etapas por Andrés Soto, Daniel Pliner, Samuel Gelblung, Marcelo Pichel, Carlos De Simone, Claudio Gurmindo, Carlos Piro y Marcela Tarrio. También integraron su redacción, entre muchos otros, María Ammi, Gaby Balzaretti, Víctor Candi, Norberto Chab, Héctor Chevalier, José De Thomas, Pablo de la Fuente, Adrián De Paulo, Félix Fassone, Silvia Fesquet, Manuel Gil Navarro, Francisco Nabor Juárez, Julieta Leonetti, Carlos Llosa, Eduardo "Bebe" Martínez, Aníbal Maturi, Héctor Maugeri, Elena Massat, Jorge Omar Novoa, Roberto Propato, Néstor "Michi" Ruiz, Cristina Ricci, Jorge Rocha, Luis Sicilia, Isaac Sternstein, Armando Torres, Mario Valeri, Norma Vega y docenas de fotógrafos, entre ellos José Luis Cabezas.
En sus comienzos la revista se inspiró gráficamente en los tabloides norteamericanos de alta circulación, impresa en papel de diario y con una diagramación propia de los años 1940 valorando la calidad del contenido por sobre la imagen. A diferencia de las revistas populares de décadas anteriores, no apoyaba sus puntos de venta en sangre y sexo sino en más de 100 artículos de interés familiar y personal, especialmente medicina, temas generales y un porcentaje menor del mundo del espectáculo. Su "correo de amigos" propició la unión de cientos de parejas en todo el país.  Durante muchos años también fue la revista de mayor circulación en la República Oriental del Uruguay.
Su formato fue reproducido por 14 publicaciones, de las cuales las más exitosas fueron Flash y Tal Cual. En sus primeros diez años se vendieron más de 50 millones de ejemplares, casi dos tercios de ellos en el interior del país.
Semanario cambió por primera vez su formato a finales de los años 1980 y con el correr de los años fue renovando su estructura gráfica y su fórmula editorial. A partir de la mitad de la década de 1990 su contenido pasó a ser mayoritariamente de espectáculos y farándula. 
Entre 1985 y 1989 se publicó en Brasil una edición en portugués dirigida por Edgardo Martolio.
En junio del 2020, la revista Semanario vuelve a circular luego de 4 años de receso.